# Rokycany (district de Rokycany)
Pour les articles homonymes, voir Rokycany.
Rokycany (en allemand : Rokitzan) est une ville de la région de Plzeň, en Tchéquie et le chef-lieu du district de Rokycany. Sa population s'élevait à 14 386 habitants en 2024.

## Géographie
Rokycany se trouve à 16 km à l'est de Plzeň et à 72 km au sud-ouest de Prague.

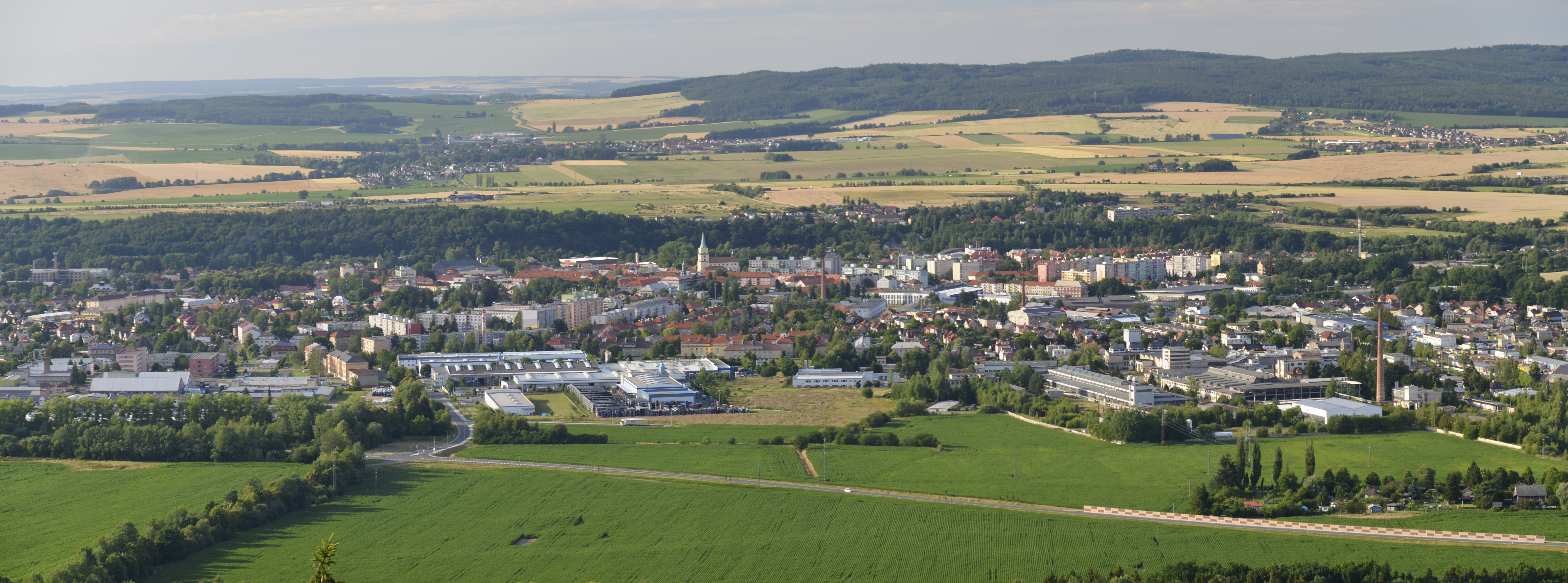
Rokycany : vue générale.

La commune est limitée par la Klabava, Litohlavy, Osek et Volduchy au nord, par Svojkovice et Dobřív à l'est, par Kamenný Újezd, Raková et Šťáhlavy au sud, et par Lhůta, Mokrouše, Tymákov et Ejpovice à l'ouest.

## Histoire

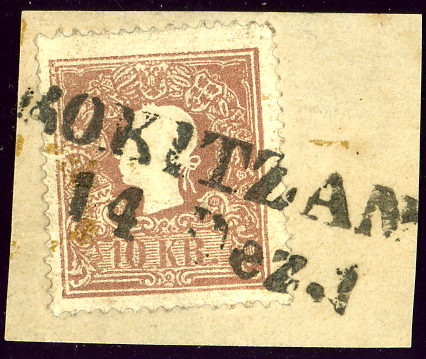
Timbre autrichien de 1859, oblitéré ROKITZAN

Les premiers documents relatant l'existence des Rokycany datent de 1110, faisant de la ville l'une des plus anciennes de Tchéquie.
Elle est tout d'abord le siège d'un évêché, par la suite dissout.
Jusqu'en 1918, la ville de Rokitzan - Rokycany faisait partie de l'empire d'Autriche, puis d'Autriche-Hongrie (Cisleithanie après le compromis de 1867), chef-lieu du district de même nom, l'un des 94 Bezirkshauptmannschaften en Bohême.

## Galerie

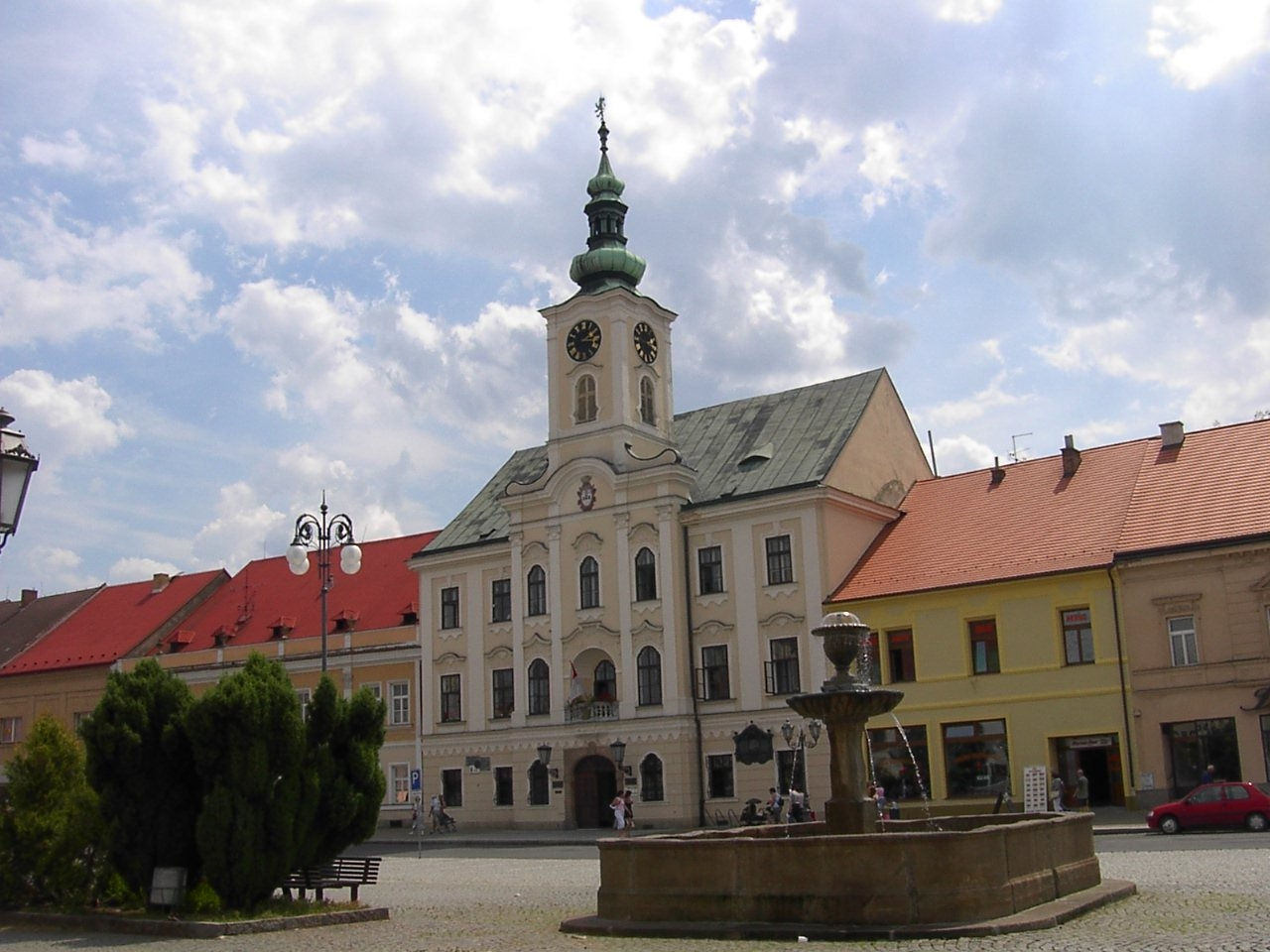
Place Masaryk : hôtel de ville.
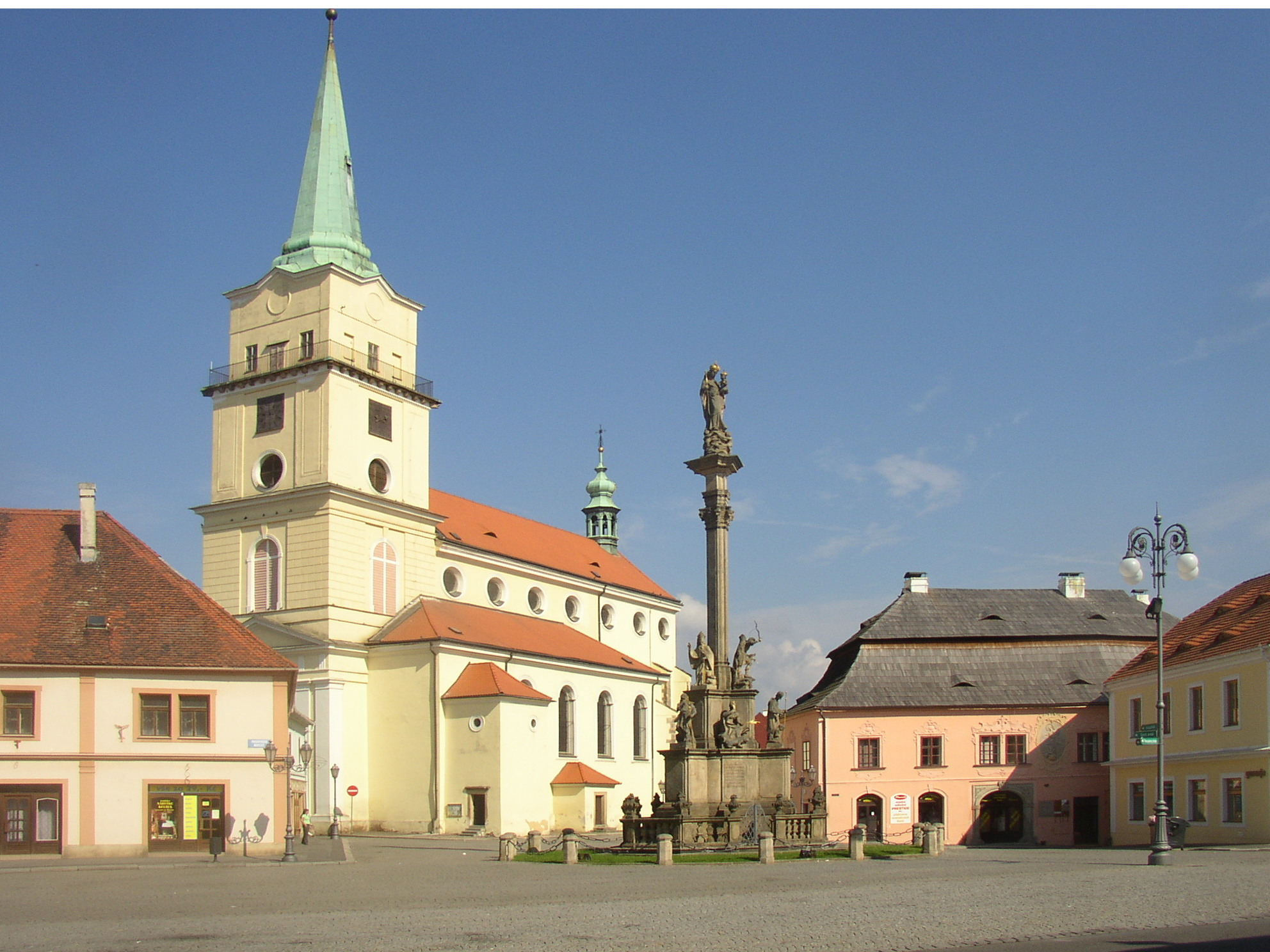
Église Notre-Dame-des-Neiges.

## Population
Recensements (*) ou estimations de la population :
| 1869* | 1880* | 1890* | 1900* | 1910* | 1921* | 1930* |
| ----- | ----- | ----- | ----- | ----- | ----- | ----- |
| 4 660 | 5 431 | 5 554 | 6 014 | 7 078 | 7 346 | 8 330 |

| 1950* | 1961*  | 1970*  | 1980*  | 1991*  | 2001*  | 2011*  |
| ----- | ------ | ------ | ------ | ------ | ------ | ------ |
| 9 216 | 11 934 | 12 585 | 13 555 | 14 731 | 14 305 | 13 989 |

| 2014   | 2015   | 2016   | 2017   | 2018   | 2019   | 2020   |
| ------ | ------ | ------ | ------ | ------ | ------ | ------ |
| 14 002 | 14 031 | 13 969 | 14 014 | 14 074 | 14 192 | 14 383 |

| 2021*  | 2022   | 2023   | 2024   | - | - | - |
| ------ | ------ | ------ | ------ | - | - | - |
| 13 758 | 13 826 | 14 309 | 14 386 | - | - | - |

## Personnalités
- Jan Rokycana (Jan de Rokycany) (1396?-1471), théologien hussite
- Antonín Kraft (1749?-1820), violoncelliste et compositeur
- Rudolf Zamrzla (1869-1930), compositeur
- Jiří Stříbrný (1880-1955), homme politique
- Karel Cejp (1900-1979), botaniste et mycologue
- Věra Bílá (1954-2019), chanteuse
- Jaroslav Špaček (né en 1974), joueur de hockey sur glace

## Transports
Par la route, Rokycany se trouve à 18 km de Plzeň, à 49 km de Beroun et à 80 km de Prague.
Rokycany est desservie par l'autoroute D5, qui relie Prague à l'Allemagne par Plzeň, et qui contourne la ville par le nord ( 62).